# 勒·范维利
勒·范维利（Loek van Wely，1972年10月7日—），荷兰国际象棋棋手、特级大师。
范维利于1993年获得国际象棋特级大师称号。他曾七次获得荷兰国际象棋全国冠军（2000年－2005年、2014年），并作为荷兰队的主力棋手夺得了2001年、2005年欧洲国际象棋团体冠军。2001年时其排名曾进入世界前十，其最高等级分则为2714分。